# Mapping vidéo

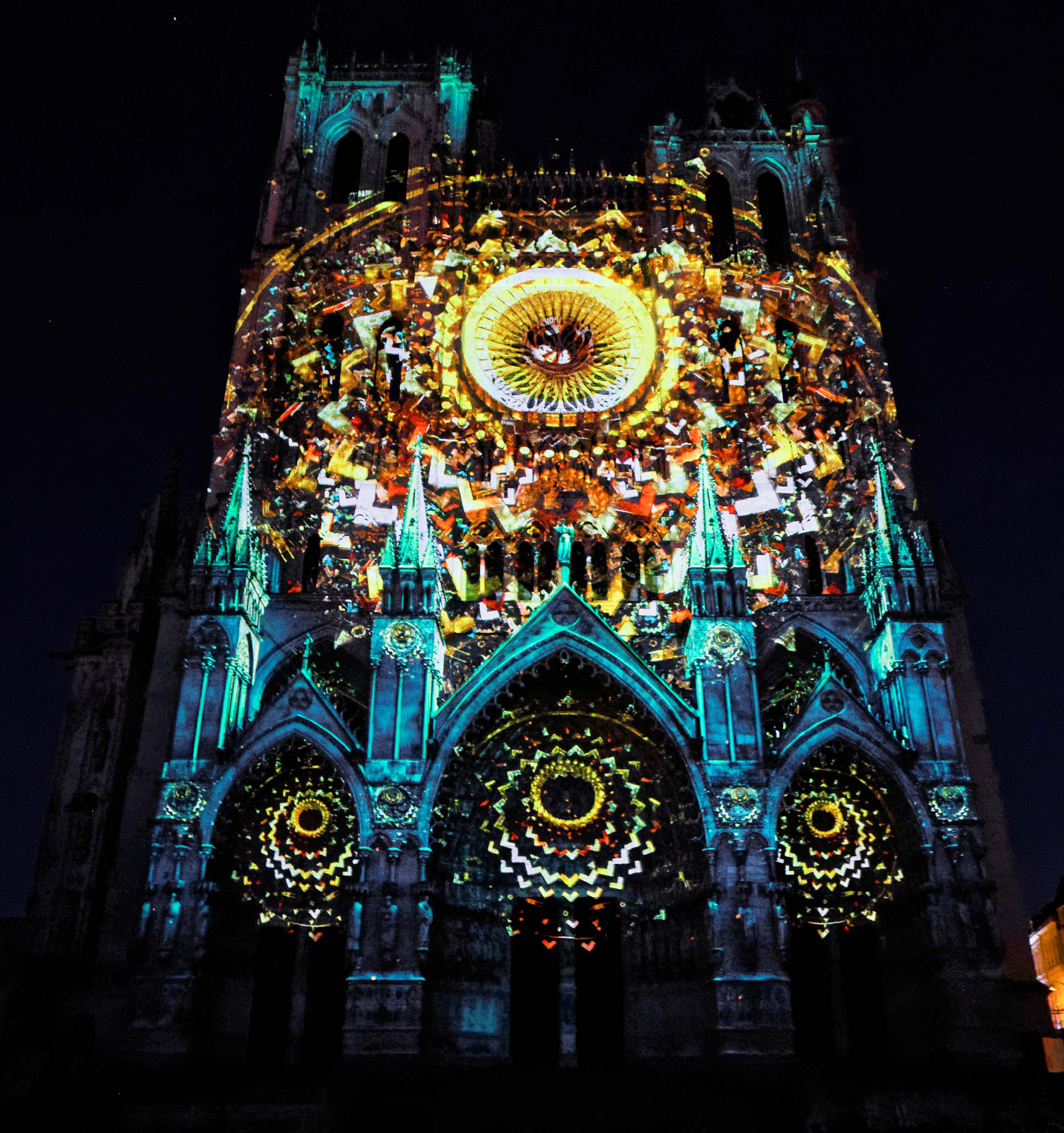
Chroma, cathédrale d'Amiens / L'expérience monumentale (2017) Création Spectre Lab

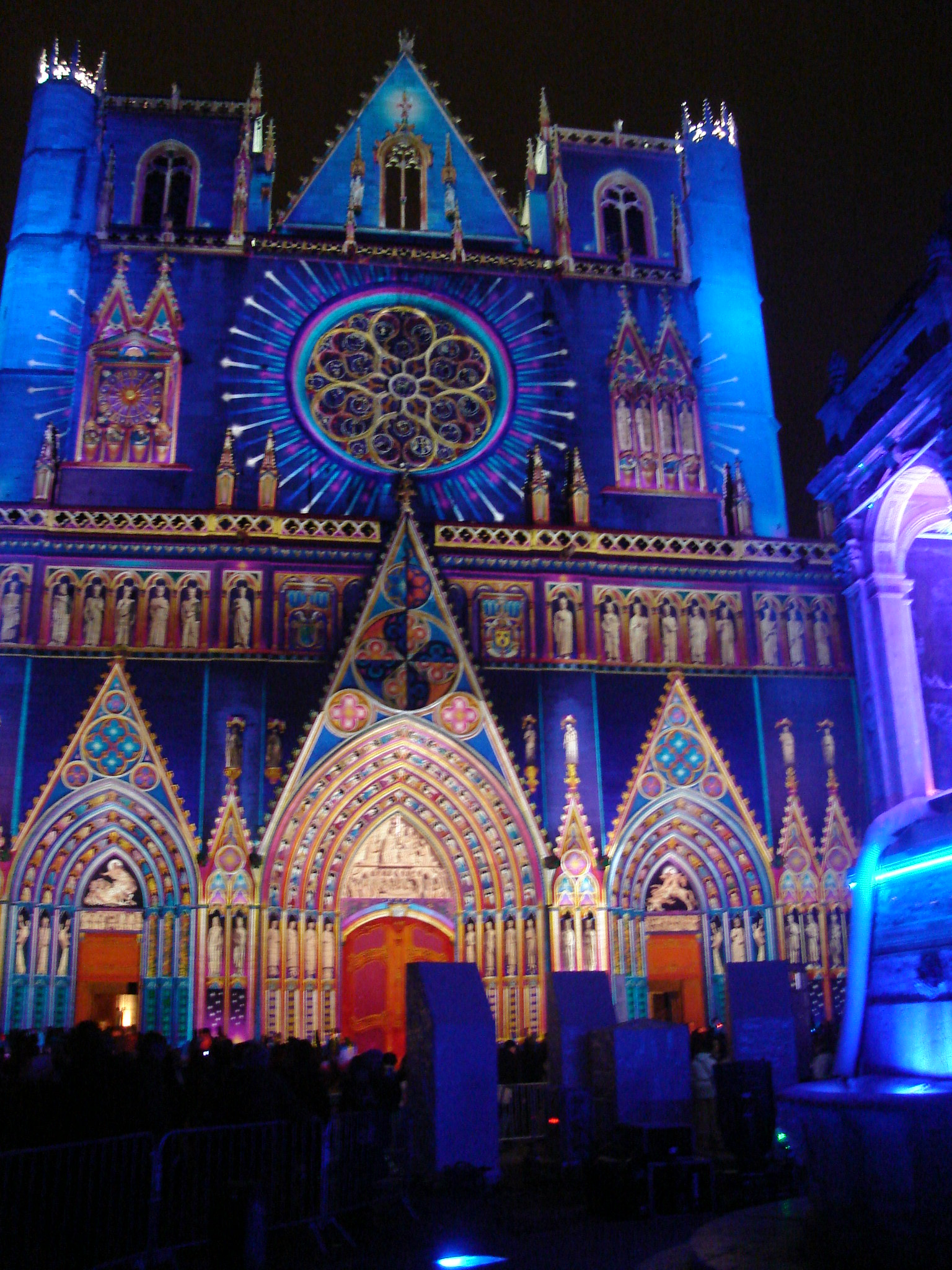
Cathédrale St. Jean, Lyon lors de la Fête des Lumières, par P. Warrener (2008)

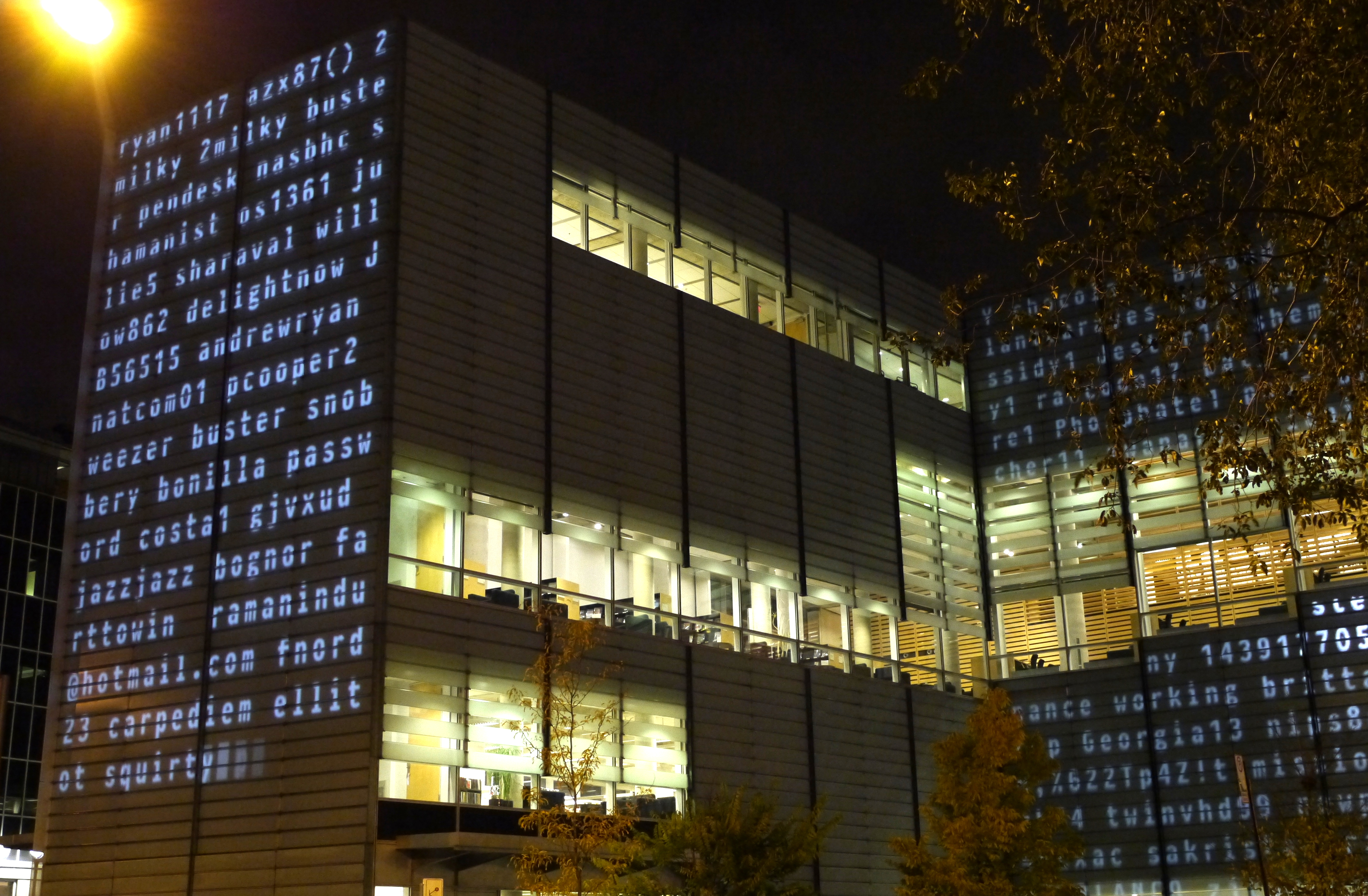
Grande Bibliothèque, Montréal lors de l'exposition Espace Commun?, par Aram Bartholl (octobre 2015)

Le mapping vidéo, également appelé projection architecturale,  fresque lumineuse, ou fresque vidéo (en anglais Projection mapping, video mapping ou spatial augmented reality), est une technologie multimédia permettant de projeter de la lumière ou des vidéos sur des volumes, de recréer des images de grande taille sur des structures en relief, tels des monuments, ou de recréer des univers à 360°.
Grâce à l'utilisation des logiciels spécifiques, les volumes sont dessinés et reproduits, afin d'obtenir des projections vidéo à grande échelle qui adhèrent le plus près possible aux endroits choisis. Les logiciels permettent de projeter un ou plusieurs clips sur différentes sorties. Animés par des vidéo-jockeys ou des artistes vidéastes, ces jeux d’illusion optique peuvent rendre confus la perception ou induire en erreur le spectateur à partir de la déconstruction illusoire de ce qui était statique. 
Le mapping vidéo est souvent employé lors de festivals d'art numérique ou bien de festivals de lumières, ou encore pour des spectacles nocturnes évènementiels, tels que Terre aux lumières présenté en 2014 place des terreaux à Lyon lors de la Fête des lumières, De Gaulle en grand au mémorial Charles-de-Gaulle, sur la façade de la Cathédrale Saint-Etienne à Metz à l'occasion du festival international des arts numériques Constellations de Metz mais aussi permanents comme Disney Tales of Magic à Disneyland Paris, Lady Ô et Danse avec les Robots au Futuroscope ou bien encore à La Cinéscénie au Puy du Fou. 
Des compétitions ou concours internationaux de mapping vidéo permettent également le développement esthétique de la profession et donnent de réelles opportunités pour le développement artistique du video mapping. Notons en quelques-uns comme le Circle of light en Russie (2011 - 2020), 1-minute Projection Mapping au Japon (2012 - 2018), Genius Loci Weimar en Allemagne (2012 - 2021), Video Mapping Contest à Lille (2014 - 2019), IMAPP en Roumanie (2014 - 2020), FIMG (2014 - 2016) et Luz y Vanguardias en Espagne (2016 - 2018) ou encore Zsolnay Light Art en Hongrie (2016 - 2021). L'un des premiers concours international de mapping vidéo s'est tenue du 25 au 27 octobre 2011 au salon Heavent Paris au parc des expositions de la Porte de Versailles. 

## Technique

### Les défis techniques du mapping vidéo
Le mapping vidéo est une technologie impressionnante qui peut transformer n'importe quelle surface en une toile dynamique. Cependant, la réalisation d'un projet de mapping vidéo peut présenter plusieurs défis techniques.
L'un des défis majeurs est l'alignement précis des projections avec les surfaces physiques. Cela peut être particulièrement difficile lorsque ces surfaces sont irrégulières ou complexes. De plus, des facteurs tels que l'éclairage ambiant, la distance de projection et la résolution du projecteur peuvent affecter la qualité de la projection.
Le mapping vidéo est une technique qui permet de projeter des vidéos sur des volumes en jouant avec leur relief. Qu’elle soit sur une basket, une voiture ou une cathédrale, la projection joue sur l’illusion optique entre le relief réel et sa seconde peau virtuelle. Elle augmente et sublime l’objet ou l’architecture qu’elle éclaire.
La technique de « projection mapping », également connue sous le nom de mapping vidéo, est une technologie de projection utilisée pour transformer des objets, souvent de formes irrégulières, en surface d'affichage pour la projection vidéo. Ces objets peuvent être des paysages industriels complexes, tels que les bâtiments. En utilisant un logiciel spécialisé, un objet à deux ou trois dimensions est mappé dans l'espace virtuel qui imite l'environnement réel. De cette façon, l'ordinateur sait exactement où projeter ses informations et mettre en évidence toute sorte de forme. Presque n'importe quelle surface peut être utilisée pour « devenir une surface vidéo dynamique d’images 2D et 3D qui peuvent transformer ce qui est réel pour le public par des illusions et des images aux possibilités infinies ». Grâce à ces informations, le logiciel peut interagir avec un projecteur pour s'adapter à toute image souhaitée sur la surface d’un objet. Cette technique est utilisée par des artistes et des annonceurs pour ajouter des dimensions supplémentaires, des illusions optiques et des animations de mouvement sur des objets statiques. La vidéo est couramment associée ou déclenchée par de l’audio pour créer un récit audiovisuel. 
Le vidéo mapping est un art vivant, qui utilise la technologie afin de créer des trompe-l’œil animés et sonorisés. Cet art vivant demande surtout une habileté dans plusieurs domaines liés à l’infographie.
Ces atouts artistiques visuels et auditifs sont donc les clefs de voûte d’un artiste trompe-l’œil. (ref.editeur)

#### L'importance de l'audio dans le mapping vidéo!
Le mapping vidéo, une technologie multimédia qui permet de projeter de la lumière ou des vidéos sur des volumes, est une forme d'art numérique qui a gagné en popularité ces dernières années. Cependant, un aspect souvent négligé de cette technologie est l'importance de l'audio.
L'audio joue un rôle crucial dans le mapping vidéo, car il peut grandement améliorer l'expérience en créant une atmosphère immersive et en renforçant l'impact visuel des projections. Que ce soit une musique de fond subtile ou une bande sonore explosive, l'audio peut aider à raconter une histoire, à évoquer des émotions et à donner vie aux images projetées.
En 2021, on peut citer quelques logiciels payants ou gratuits comme Smode, Modulo Player, Modulo Kinetic, Resolume, HeavyM, Millumin, Modul8, MadMapper etc.

## Historique
Bien que le mapping vidéo (cartographie vidéo) soit une discipline relativement nouvelle, son histoire remonte plus loin que l'on pense. Il y a environ 3 ans[Quand ?], le mapping vidéo a été associé à la Réalité Augmentée. Le premier enregistrement connu de projections sur des objets 3D date de 1969, quand Disneyland a réalisé la production « Haunted Mansion ». Ils ont utilisé de fausses têtes désincarnées comme objets pour projeter sur eux en 16 mm afin de leur donner un aspect réel par des illusions d’optiques. L’évènement de mapping vidéo suivant date de 1980, lorsque l'artiste Michael Naimark a filmé des personnes interagissant avec des objets dans une salle de séjour, puis les a projetées dans la salle vide créant l'illusion que les personnes interagissant avec les objets étaient vraiment là. En 1986 , le réalisateur Jean-François Zurawik utilise cette technique pour animer le spectacle de Jean-Michel Jarre à Lyon. La première fois que le concept de Vidéo Mapping a été étudié sur le plan scolaire c’était à l'Université de Caroline du Nord à Chapel Hill, à la fin des années 1990, où des chercheurs ont travaillé sur le projet « Bureau de l'avenir ». Dans ce projet, les scientifiques ont voulu relier les bureaux de différents endroits comme s’ils étaient ensemble dans un espace de bureau partagé en projetant des gens dans l'espace de bureau comme si on y était. À partir de 2001, de plus en plus d'artistes ont commencé à utiliser le Vidéo Mapping pour la création d’œuvre et des compagnies telles que Microsoft, ont commencé à expérimenter avec cette technique comme un nouveau médium de progrès technologique.

## Programmes et processus
Après que l'objet appelé à être projeté sur une surface choisie a été créé, une réplique virtuelle de l'aménagement physique de l’ensemble scénographique doit être réalisé. Tout d'abord, il faut choisir les images ou les vidéos qu'on souhaite projeter. Ensuite, le modèle virtuel de la surface de projection est créé sur l'ordinateur à l'aide de programmes spéciaux. L’étape suivante est définie comme le «masquage», qui consiste à utiliser des « masques » d'opacité pour correspondre aux formes et aux positions des différents éléments du bâtiment ou de l’espace de projection exact. Les coordonnées doivent être définies pour chaque objet placé par rapport au projecteur. Enfin, l'orientation xyz, la position et le type d’objectif définissent la scène virtuelle. Des ajustements sont souvent nécessaires en manipulant manuellement soit la scène physique ou virtuelle pour de meilleurs résultats. De grands projecteurs allant jusqu'à 20 000 lumens sont nécessaires pour les projections à grande échelle sur des immeubles dans les villes. Sinon, pour les petites productions, un projecteur avec une base de 5000 lumens peut fonctionner. Tous les projecteurs doivent être utilisés avec un objectif grand angle pour produire de meilleurs résultats. Des logiciels de vidéo mapping tels que Smode, MadMapper,Modulo Pi, HeavyM, Millumin ou Resolume sont téléchargeables pour une utilisation dans de tels projets.

## Publicité et art

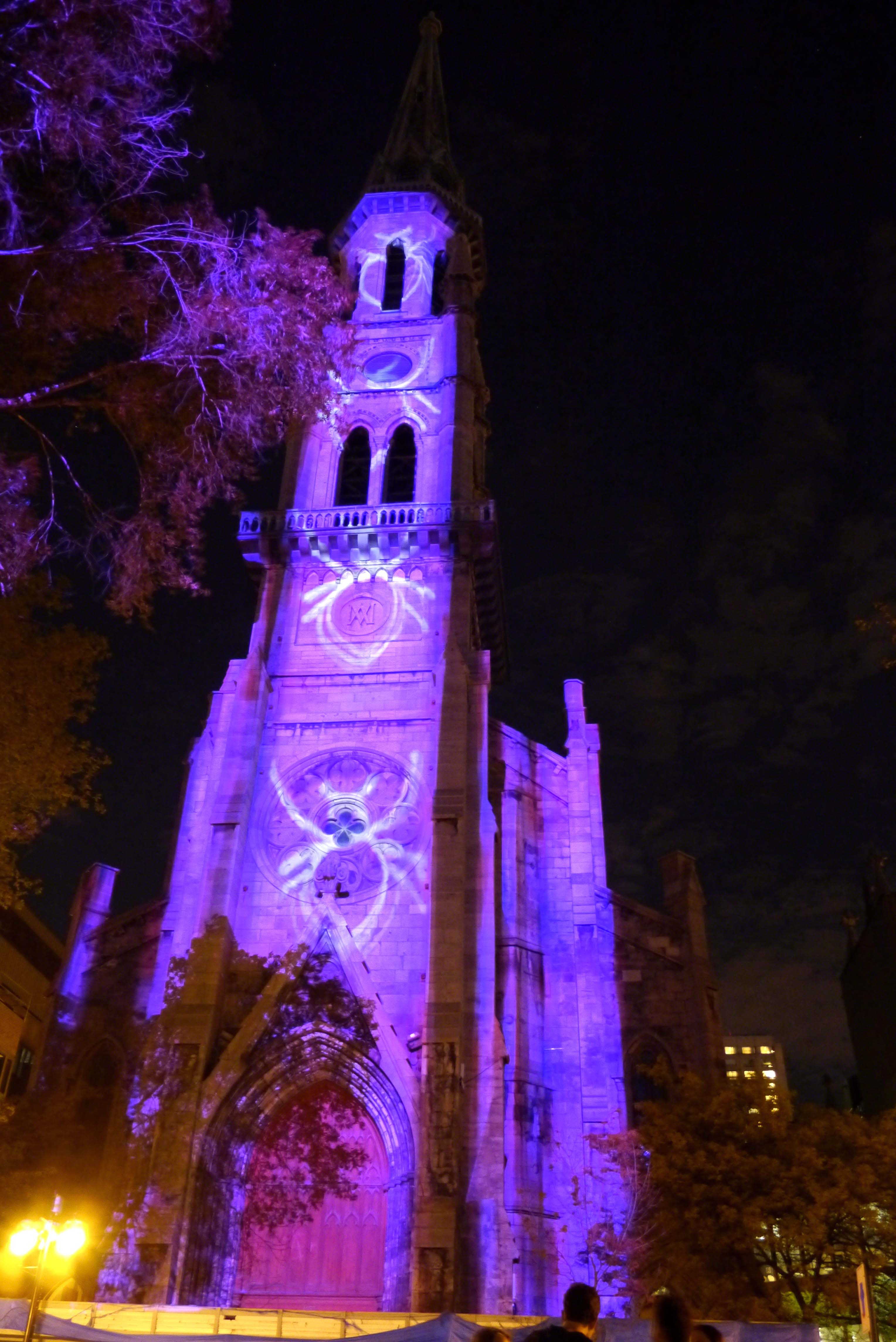
Dix anagrammes autour de Norman McLaren, Pavillon Judith-Jasmin, UQAM, par Delphine Burrus (McLaren Mur à mur, 2014

Le mapping vidéo a gagné en notoriété grâce à des campagnes guérilla [Quoi ?] de publicité et aux prestations de vidéo-jockeys pour les musiciens électroniques. De grandes entreprises comme Nokia, Samsung et BMW ont utilisé des mappings de projections vidéo pour créer des campagnes étonnantes pour leurs produits dans les grandes villes à travers le monde. Ces campagnes publicitaires utilisent souvent des techniques de cartographie Vidéo pour projeter des animations sur les façades de bâtiments. Le mapping vidéo peut également être interactif, comme le projet de Nokia « Ovi Maps » dans lequel les projections répliquent en les déformant les mouvements du public. Le festival de la Fête des Lumières à Lyon a commencé [Quand ?] à intégrer des projets de cartographie 3D dans ses productions, dont un créant l'illusion d'un flipper géant projeté sur la façade du théâtre des Célestins. Les mapping utilisés pour ces spectacles comprennent à la fois des techniques 3-D de cartographie et des projections 3D pour créer l'illusion de profondeur ou des situations insolites de bâtiments tombant en ruines. 
Dans la communauté de la musique électronique, il est de plus en plus commun, pour les DJ, d’accompagner la musique avec des effets visuels synchronisés. Bien que les écrans de projection normaux soient couramment utilisés, les artistes visuels commencent à créer, sur mesure, des installations 3D pour projeter leurs animations. Beaucoup d'artistes musicaux tels que le rappeur Drake et les musiciens électroniques Skrillex et Amon Tobin, ont produit des mapping vidéo remarqués dans leurs productions scéniques, pour accompagner leur musique. Deadmau5 a collaboré avec Nokia pour un évènement de mapping en direct à Londres[Quand ?][réf. nécessaire], faisant croire qu’un grand immeuble tremblait et se tortillait avec d’autres effets dramatiques. Le résultat final a été un spectacle incroyable en 3D sur la façade d'un grand bâtiment. Beaucoup d'artistes du milieu de l’électronique utilisent des techniques de cartographie de projection pour un grand nombre de leurs spectacles. Les artistes uniquement visuels utilisent également le mapping vidéo comme un moyen d'expression, convaincus que cela peut améliorer leurs moyens créatifs existants, tels que la peinture et le dessin. 
Les artistes utilisent le mapping vidéo comme une forme d'expression d'avant-garde, comme s’il s'agissait d'une technologie nouvelle et passionnante qui peut transformer leurs idées dans des projections 3D, en connexion avec le public et d'une manière nouvelle et passionnante. De nombreuses projections vidéo font leur apparition dans les centres urbains tels que New York, Paris et Londres, où les artistes utilisent des techniques de projections guérilla [Quoi ?] en public sans l'approbation nécessaire[pas clair]. De cette manière, ils peuvent montrer leur travail dans n'importe quel endroit, car n'importe quoi n'importe où peut devenir un support au mapping. Souvent, les gens utilisent ces méthodes comme un moyen d'activisme ; le groupe « Occupy Wall Street » l'a fait pour projeter, sur le bâtiment « Verizon Wireless » à New York, comme un moyen d’affirmer visuellement que leur mouvement est encore en vie. Beaucoup de gens reconnaissent que ce milieu nouveau et passionnant peut jouer un énorme rôle dans l'évolution de l'art technologique public. Il permet aux gens de « rompre avec le rectangle plat traditionnel que la plupart des gens associent avec le film » déclare Matthew Clark, un des fondateurs du collectif des artistes visuels Londoniens.

## Implications éthiques et légales
Le mapping vidéo, lorsqu'il est utilisé dans des espaces publics, peut soulever des questions éthiques et légales. Par exemple, le droit à l'image des bâtiments ou des monuments peut être une préoccupation, tout comme le respect de la vie privée et de la tranquillité des personnes vivant ou travaillant dans les bâtiments sur lesquels les projections sont faites.